# 夜の虹
『夜の虹』（よるのにじ、改題前：『白夜の虹（びゃくやのにじ）』）は、森村誠一が執筆したサスペンス推理小説である。1990年に講談社から、1997年に角川文庫から出版された。当初は雑誌に連載されていたものを単行本化したものである。
1996年7月28日にTBSの月曜ドラマスペシャルで単発2時間ドラマとして放映されている。
2014年2月8日には、土曜ワイド劇場の『新・棟居刑事シリーズ』（主演・東山紀之）でドラマ化された。

## 原作の主な登場人物
重金俊之
カメラマン。次々に起こる殺人事件の謎を美由紀とともに解き明かそうとする。
桜井美由紀
重金の（2人目の）恋人。バー「エスコフィエ」店員。
蔵方（君岡）江梨子
資産家・蔵方の夫人となる。『新・棟居刑事シリーズ』では、「江梨香」に名前が変更されている。
倉方隆一郎
江梨子の夫となる老人。後に他界する。
美川（川村）光弘
俳優となるが死亡する。
貝塚真美
重金の最初の恋人。メインストーリー前のプロローグにおいて、同級生だった江梨子の差し金で川村らに輪姦され、逃げようとして断崖から転落死する。大学でミスキャンパスに選ばれている。作中の登場時点で既に父親がいない。(終盤での江梨子の言葉から、真美の母親がヤモメだったとあり、父親が他界していたか、母親と離婚したかは不明)。

## 原作とテレビドラマ版の相違
- テレビドラマ化されるにあたって、設定が原作から大幅に変更されている。以下はその一部である。

### 月曜ドラマスペシャルとの相違
- 後年放送される土曜ワイド劇場と比較すると、原作のストーリーをかなり残した展開になっている。
- 桜井美由紀（とよた真帆）の方が主人公でカメラマンになっており、主導的に動いている。重金俊之（橋爪功）は中年のバーのマスターであり、桜井美由紀のサポートをしている。
- 原作では真美と桜井美由紀は全く無関係であり、面差しが似ているだけで、桜井美由紀は真美の存在を知らないが、テレビドラマでは真美は桜井美由紀の姉になっている。劇中では"桜井"真美とセリフで語られており、桜井美由紀が墓参した墓石にも「桜井真美」と記されている。
- 小説版では真美の死の真相は終盤まで闇に葬られたままで、それが明るみに出たことが一連の事件解決につながった。テレビドラマでは最初のシーンで輪姦され転落死しており、その事件自体は明るみに出ていたが未解決（犯人が不明）で、桜井美由紀がそちらの真相をも追うという設定になっている。

### 土曜ワイド劇場との相違
- ストーリーが原作から大幅に変更されている。
- 主人公は棟居刑事になっており、重金俊之、桜井美由紀、真美に相当する人物は登場しない。美川光弘の位置づけも変わっており、原作のその他の登場人物も名前や役どころが変更されている。

## その他
- 貝塚真美は小説冒頭では事故死になっているが、終盤では自ら死を選んだような描写に変わっている。なお、最初に掲載された雑誌では「真美」ではなく「真由美」となっていた。